# Wilibald Gurlitt
Pour les articles homonymes, voir Gurlitt.
Wilibald Gurlitt est un musicologue allemand, né à Dresde le 1er mars 1889 et mort à Fribourg le 15 décembre 1963.

## Biographie
Fils de l'historien de l'art Cornelius Gurlitt, et frère du marchand d'art Hildebrand Gurlitt, il travaille à la redécouverte de la musique baroque allemande pour orgue, notamment celle de Michael Praetorius. Professeur à Fribourg à partir de 1929, il est persécuté sous le Troisième Reich comme juif et relevé de ses fonctions en 1937, et ne les retrouve qu'après la guerre, poursuivant sa carrière universitaire à Berne, Bâle et Leipzig.